# Delias durai
Delias durai is een vlindersoort uit de familie van de Pieridae (witjes), onderfamilie Pierinae.
Delias durai werd in 2006 beschreven door van Mastrigt.